# Francesco Febo di Navarra
Francesco Febo di Foix o Francesco Febo di Foix-Navarra (Francisco Febo in spagnolo, in asturiano, in galiziano, in aragonese e in portoghese, Frantzisko Febus in basco, Francesc Febus in catalano, Francis Phoebus in inglese e François Phébus in francese, Franziskus Phoebus in tedesco e Franziscus Phoebus in fiammingo; 1º dicembre 1466 – Pamplona, 30 gennaio 1483), principe di Viana de jure dal 1470 al 1479, conte di Foix e di Bigorre, visconte del Béarn, Nébouzan, Villemeur, Lautrec e Pari di Francia dal 1472 al 1483 e re di Navarra dal 1479 al 1483.

## Origini familiari
Francesco Febo, secondo Pierre de Guibours, detto Père Anselme de Sainte-Marie o più brevemente Père Anselme, era figlio del visconte di Castelbon, principe di Viana de jure e futuro luogotenente del regno di Navarra, Gastone di Foix-Navarra e di Maddalena di Francia, che, sia secondo Père Anselme, sia secondo la Chroniques romanes des comtes de Foix, era sorella del futuro re di Francia, Luigi XI e figlia del re di Francia, Carlo VII e di Maria d'Angiò, che era la figlia di Luigi, duca d'Angiò, conte di Provenza e re di Napoli e di Iolanda di Aragona, figlia del re Re di Aragona, di Valencia, di Sardegna e di Maiorca, re titolare di Corsica, Conte di Barcellona e delle contee catalane, Giovanni I e della seconda moglie, Iolanda di Bar (1365-1431).
Gastone di Foix-Navarra, ancora sia secondo Père Anselme, sia secondo la Chroniques romanes des comtes de Foix, era il figlio primogenito del Conte di Foix, Conte di Bigorre, visconte di Béarn, Coprincipe di Andorra, Visconte di Castelbon, di Narbonne, Nébouzan, Villemeur e Lautrec, e Pari di Francia, Gastone IV di Foix e della futura sovrana de jure di Navarra e poi regina effettiva di Navarra, Eleonora, che, sia secondo Père Anselme, che secondo la Chroniques romanes des comtes de Foix, era la figlia quartogenita (terza femmina) del principe di Castiglia e León e d'Aragona, duca di Peñafiel e futuro re di Navarra, della corona d'Aragona e di Sicilia, Giovanni II e della sua prima moglie, la ex regina consorte di Sicilia e futura regina di Navarra, Bianca di Navarra, che era la figlia terzogenita del re di Navarra, conte di Évreux e duca di Nemours, Carlo III detto il Nobile (figlio maschio primogenito del re di Navarra Carlo II il Malvagio e di Giovanna di Francia, figlia del re di Francia, Giovanni II il Buono e Bona di Lussemburgo) e di Eleonora Enriquez, secondogenita del re di Castiglia e León, Enrico II di Trastamara, e di Giovanna Manuele.

## Biografia

Armi dei conti di Foix-Béarn-Bigorre

Nel 1469 suo padre, Gastone, fu nominato luogotenente del regno di Navarra al posto di sua nonna, Eleonora di Navarra.
Il 23 novembre del 1470, suo padre, Gastone morì, per le ferite, mal curate, riportate in seguito ad un torneo, effettuato nelle vicinanze di Bordeaux, a Libourne, dove era al seguito del cognato, il duca di Guienna, Carlo di Francia.
Francesco Febo, divenne erede della contea di Foix, che poi, ereditò, alla morte di suo nonno, Gastone IV di Foix, nel 1472.
Sua nonna Eleonora, nel 1471, riottenne da suo padre, il re d'Aragona, Giovanni II, la luogotenenza perpetua sulla Navarra, in cambio della rinuncia ad ogni rivendicazione sulla corona d'Aragona, per cui Francesco Febo divenne erede (principe di Viana) del regno di Navarra, che poi ereditò, alla morte di sua nonna, Eleonora di Navarra, nel 1479.
 Sua madre, Maddalena di Francia ebbe la reggenza, come già era stato per la contea di Foix.
Lo zio, Giovanni avrebbe voluto succedere alla madre, ma il testamento di Eleonora era chiaro e la successione avvenne senza problemi.

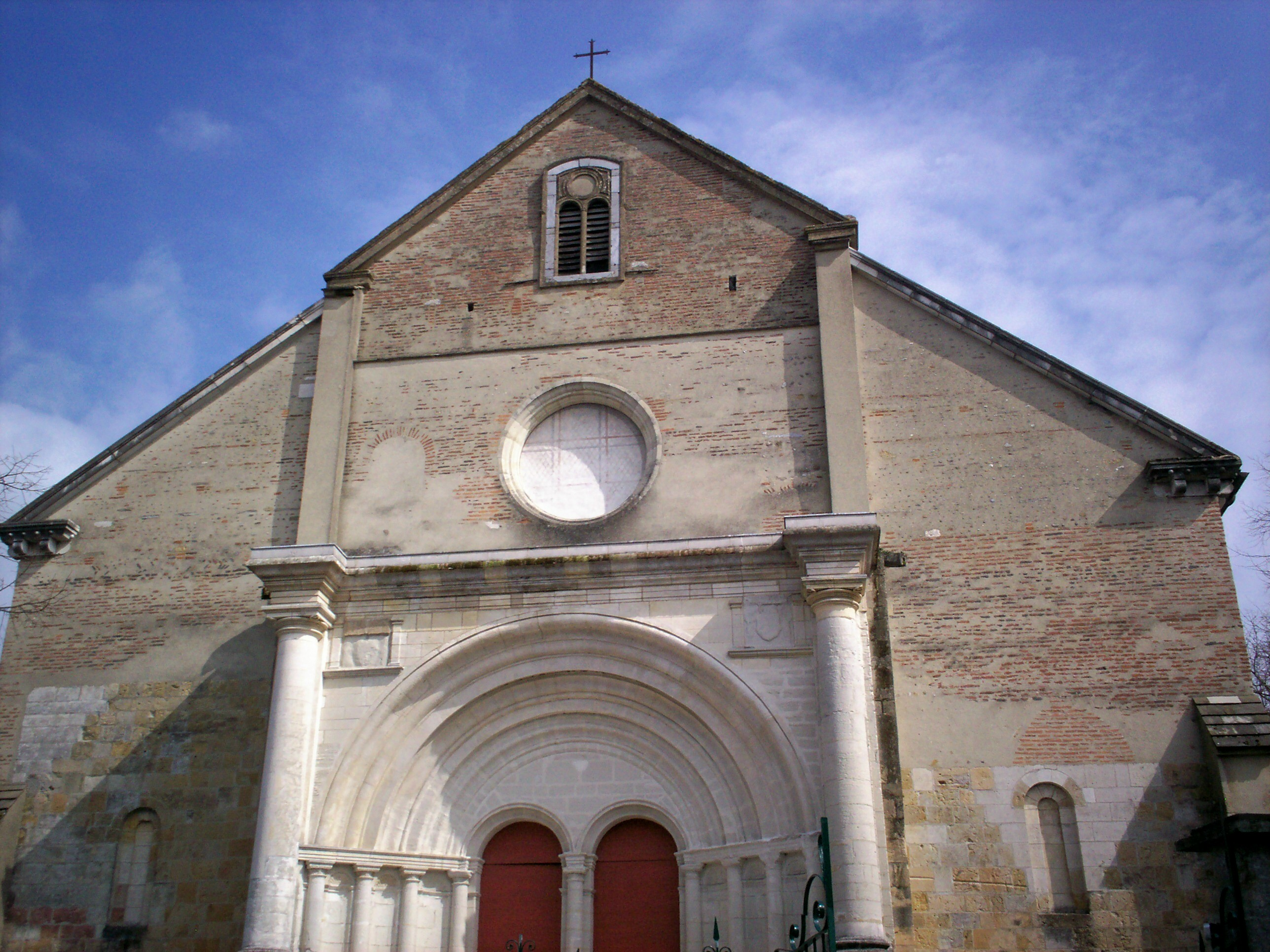
Cattedrale di Lescar

Maddalena di Francia tenne la reggenza con fermezza, resistendo alle pressioni delle corti di Francia e di Castiglia che tentarono di fare sposare Francesco Febo ad una delle principesse delle rispettive case reali. Le pressioni esercitate dal re d'Aragona e re consorte di Castiglia, Ferdinando II, furono molte, anche perché una parte dei nobili navarresi lo appoggiava e si arrivò quasi ad una guerra civile, che fu sventata dall'intervento dello zio, Pietro, vescovo di Vannes e poi arcivescovo di Arles, il quale riuscì a mediare e mettere pace tra i due schieramenti.
Francesco Febo fu finalmente incoronato il 3 novembre 1481 a Pamplona ma morì due anni dopo, molto probabilmente per avvelenamento, mentre suonava un flauto, senza aver governato e prima di potersi sposare. Egli, lasciò tutti i suoi possedimenti alla sorella minorenne, Caterina, avendo fatto testamento a suo favore, per cui la madre Maddalena continuò ad avere la reggenza.
Francesco Febo fu inumato a Lescar, nella contea di Foix.

## Discendenza
Di Francesco Febo non si conosce alcuna discendenza.

## Ascendenza
|                           |                     |                            | Genitori                          |  |  | Nonni |  |  | Bisnonni           |  |  | Trisnonni             |  |
|                           |                     |                            |                                   |  |  |       |  |  | Giovanni I di Foix |  |  | Arcimbaldo di Grailly |  |
|                           |                     |                            |                                   |  |  |       |  |  | Giovanni I di Foix |  |  | Arcimbaldo di Grailly |  |
|                           |                     | Isabella di Foix-Castelbon |                                   |  |  |       |  |  | Giovanni I di Foix |  |  |                       |  |
| Gastone IV di Foix        |                     |                            |                                   |  |  |       |  |  | Giovanni I di Foix |  |  |                       |  |
|                           |                     | Jeanne d'Albret            | Carlo I d'Albret                  |  |  |       |  |  |                    |  |  |                       |  |
|                           |                     | Jeanne d'Albret            | Carlo I d'Albret                  |  |  |       |  |  |                    |  |  |                       |  |
|                           |                     | Jeanne d'Albret            | Marie de Sully                    |  |  |       |  |  |                    |  |  |                       |  |
| Gastone di Foix-Navarra   |                     | Jeanne d'Albret            |                                   |  |  |       |  |  |                    |  |  |                       |  |
|                           |                     | Giovanni II d'Aragona      | Ferdinando I di Aragona           |  |  |       |  |  |                    |  |  |                       |  |
|                           |                     | Giovanni II d'Aragona      | Ferdinando I di Aragona           |  |  |       |  |  |                    |  |  |                       |  |
|                           |                     | Giovanni II d'Aragona      | Eleonora d'Alburquerque           |  |  |       |  |  |                    |  |  |                       |  |
| Eleonora di Navarra       |                     | Giovanni II d'Aragona      |                                   |  |  |       |  |  |                    |  |  |                       |  |
|                           |                     | Bianca I di Navarra        | Carlo III di Navarra              |  |  |       |  |  |                    |  |  |                       |  |
|                           |                     | Bianca I di Navarra        | Carlo III di Navarra              |  |  |       |  |  |                    |  |  |                       |  |
|                           |                     | Bianca I di Navarra        | Eleonora di Trastámara            |  |  |       |  |  |                    |  |  |                       |  |
| Francesco Febo di Navarra |                     | Bianca I di Navarra        |                                   |  |  |       |  |  |                    |  |  |                       |  |
|                           | Carlo VI di Francia | Carlo V di Francia         |                                   |  |  |       |  |  |                    |  |  |                       |  |
|                           | Carlo VI di Francia | Carlo V di Francia         |                                   |  |  |       |  |  |                    |  |  |                       |  |
|                           | Carlo VI di Francia | Giovanna di Borbone        |                                   |  |  |       |  |  |                    |  |  |                       |  |
| Carlo VII di Francia      | Carlo VI di Francia |                            |                                   |  |  |       |  |  |                    |  |  |                       |  |
|                           |                     | Isabella di Baviera        | Stefano III di Baviera-Ingolstadt |  |  |       |  |  |                    |  |  |                       |  |
|                           |                     | Isabella di Baviera        | Stefano III di Baviera-Ingolstadt |  |  |       |  |  |                    |  |  |                       |  |
|                           |                     | Isabella di Baviera        | Taddea Visconti                   |  |  |       |  |  |                    |  |  |                       |  |
| Maddalena di Valois       |                     | Isabella di Baviera        |                                   |  |  |       |  |  |                    |  |  |                       |  |
|                           |                     | Luigi II d'Angiò           | Luigi I d'Angiò                   |  |  |       |  |  |                    |  |  |                       |  |
|                           |                     | Luigi II d'Angiò           | Luigi I d'Angiò                   |  |  |       |  |  |                    |  |  |                       |  |
|                           |                     | Luigi II d'Angiò           | Maria di Blois                    |  |  |       |  |  |                    |  |  |                       |  |
| Maria d'Angiò             |                     | Luigi II d'Angiò           |                                   |  |  |       |  |  |                    |  |  |                       |  |
|                           |                     | Iolanda di Aragona         | Giovanni I d'Aragona              |  |  |       |  |  |                    |  |  |                       |  |
|                           |                     | Iolanda di Aragona         | Giovanni I d'Aragona              |  |  |       |  |  |                    |  |  |                       |  |
|                           |                     | Iolanda di Aragona         | Iolanda di Bar                    |  |  |       |  |  |                    |  |  |                       |  |
|                           |                     | Iolanda di Aragona         |                                   |  |  |       |  |  |                    |  |  |                       |  |

### Fonti primarie
- (FR)  Histoire généalogique et chronologique de la maison royale de France, tomus III.
- (OC, FR)  Chroniques romanes des comtes de Foix.

### Letteratura storiografica
- Rafael Altamira, Spagna, 1412-1516, in Cambridge University Press - Storia del mondo medievale, vol. VII, pp. 546–575, Garzanti, 1999
- Charles Petit-Dutaillis, Francia: Luigi XI, in Cambridge University Press - Storia del mondo medievale, vol. VII, 1999, pp. 657–695